# 南伊勢町営バス
南伊勢町営バス（みなみいせちょうえいバス）は、三重県度会郡南伊勢町のコミュニティバスである。運行は三重交通・大新東・神前タクシー（吉津線のみ）に委託している。

## 概要
もともと南勢町や南島町に三重交通による路線バスが運行されていたほか、南勢町では近鉄志摩観光汽船（現・志摩マリンレジャー）による五ヶ所湾定期船も就航していた。各路線とも第三種生活路線として運行されていたが、過疎化などの影響も相まって利用者が減少し、路線の維持が難しくなっていた。このため市町村自主バス運行等維持費補助の適用を受け、2000年（平成12年）4月1日より南勢町で、2002年（平成14年）4月1日より南島町でそれぞれ町による自主運行バスの運行が開始された。その後南島町と南勢町の合併に伴い南伊勢町による町営バスへと変更となり、2007年（平成19年）4月1日からは南島地域と南勢地域を結ぶ路線の運行を開始した。
2012年（平成24年）10月1日からは、大新東への運行委託による完全デマンドバス運行も開始している
町内を通過する国道260号改良工事の進捗に伴い、2014年（平成26年）10月1日からは旧南島町中心部から紀勢本線の伊勢柏崎駅へ向かう路線の運行も始まった。

### 利用状況
平成28年以降の年度とは、前年10月1日から当年9月30日までの1年間である。
- 平成18年度：428人/日[4]
- 平成19年度：325人/日[5]
- 平成28年度：34,260人/年[3]（≒94人/日）
- 平成29年度：31,663人/年[3]（≒87人/日）
- 平成30年度：32,469人/年[3]（≒90人/日）
- 平成31年/令和元年度：30,954人[3]（≒85人/日）

## 現行路線
斜字はこの停留所を終点とする便が設定されていること、地名のカッコ書きは同地を経由しない便があることを意味する。

### 南勢地域
- 宿浦線[6]:中津浜浦－高校前－（町立南伊勢病院）－五ヶ所バスセンター －南勢小学校前－神津佐（こんさ）大橋－（神津佐）－木谷－天理教前－田曽－宿浦  
  - 運行開始当初、木谷－宿浦間は旧浜島町内を大きく迂回する運行経路をとっていたが、国道260号木谷バイパスの開通に伴い、2016年10月1日から同バイパスを通る運行経路に変更された。これに伴い、宿浦地区では運行ルートの変更が行われてループ状の経路となっている[7]。
- 切原線[6]:（町立南伊勢病院→）南勢野添－五ヶ所バスセンター－南勢小学校前－楓江橋－切原回転場
- 南海線[6]:（磯部バスセンター⇔）（薬局前－楓江橋）－五ヶ所バスセンター－町立南伊勢病院－伊勢路－（七軒屋）－国道迫間口－里谷－国道迫間口－南海体育館前－礫浦（さざらうら）漁協－南海体育館前－国道相賀－（相賀漁協前）－相賀
  - 五ヶ所湾の入江をめぐる系統である。
  - 磯部バスセンター－五ヶ所バスセンター間を運行する三重交通80系統と接続している。磯部バスセンターから相賀へ直通運転する便の設定もある。

### 南島地域
現行路線
導入からしばらくは路線名がなかった。
- 南島地区線[6]：（イオン伊勢店 - 伊勢病院前 - 伊勢市駅 - ）南島道方 - （阿曽浦） - 南島メディカルセンター - 神前 - （方座） - 古和 - 南島棚橋
  - 伊勢病院前 - 伊勢市駅前 - 南島道方間を運行する三重交通31系統と接続している。ほとんどの便が南島道方で乗り換えになるが、一部直通運転するものもある。
  - 南島道方 - 神前・神前 - 南島棚橋間の区間便もある。
  - 直通運転する便のうち、朝運転される上りの1便は南島道方から伊勢市駅まで急行運転となる。
- 神前柏崎線[6]：神前 - 方座 - 古和 - 南島棚橋 - JR伊勢柏崎駅前
  - 2014年10月1日から運行を開始した。午前中に神前から伊勢柏崎へ向かう便・午後に伊勢柏崎から神前へ向かう便はそれぞれ紀勢本線の普通列車と接続している。2023年10月1日よりワゴン車での運行となった。
- 大方竈線[6]：南島メディカルセンター - 阿曽浦 - 大方竈（おおかたがま）
  - 2022年1月7日より運行を開始し[8]、2023年10月1日より南島メディカルセンター - 阿曽浦間が延長された。全便土休日運休。
  - 阿曽浦 - 大方竈間は道路が非常に狭隘なため、ワゴン車で運行される。
- 吉津線

神前 - 伊勢地多目的集会施設

神前 - 河内多目的集会施設

神前 - 村山
- 2023年10月1日より運行を開始した。平日の月・水・金曜日の午前中のみ3便の運行。

その他、南島東小学校へのスクールバスも運行されている。
廃止路線
- 大江道行竈線：（南島道方→）大江→道行竈（みちゆくがま）→南島道方
  - 南島道方からY字型の運行経路をとって南島道方へ戻ってくる経路になっていた。2023年9月30日限りで廃止。

### 南島・南勢間路線バス
- 南島・南勢連絡線[6]：楓江橋 - 五ヶ所バスセンター - 伊勢路 - 迫間口 - 国道迫間口 - 南海体育館前 - 国道相賀 - 南島道方 - 南島メディカルセンター - 神前 ← 古和 ← 南島棚橋
  - 楓江橋 - 南島道方間では南勢地区の南海線のように五ヶ所湾の入江の集落には寄らない。
  - 南島棚橋 - 神前間は上りのみの運行となる。また、迫間口 - 南島道方・南島メディカルセンター間の区間便もある。
  - 一部の便は終点で他路線に接続する。この場合は乗務員に申し出れば運賃が通算される。

## デマンドバス
大新東が運行。事前予約制で、指定されたバス停間の移動に利用できる。南伊勢町を五ヶ所・神原地区、南海・穂原地区、鵜倉・中島地区、島津・吉津地区の4つに分け、地区内の移動は200円、地区外への移動は地区境界をまたぐごとに100円加算し、最大運賃は五ヶ所・神原地区と島津・吉津地区の間の500円である。利用状況は2016年（平成28年）度が27,370人、2017年（平成29年）度が28,377人、2018年（平成30年）度が25,879人、2019年（平成31年/令和元年）度が24,758人である。ただし、ここでいう年度とは前年10月1日から当年9月30日までの1年間である。

## 車両
- 三重交通の担当便は基本的に一般路線バスと同じ車両（小型・中型・大型ショート・大型車）で運行されるが、南島地区線・南島南勢連絡バスの区間便と大方竈線はワゴン車での運行となる[8]。運行は伊勢営業所（南島地区の路線・南島南勢間[11]）・志摩営業所（南勢地区の路線）が担当する[12]。
- 運行車両のうち1台には旧南勢町のラッピングが施されている。また運行開始当初は独自のラッピングを施した町営バス専用車両（あじさい号・イシダイ号）も使われていたが、これらの車両は後年他営業所へ転属後教習車に転用され、さらに2013年に島原鉄道に移籍している。
- 大新東の担当便はワゴン車5台で運行されている。

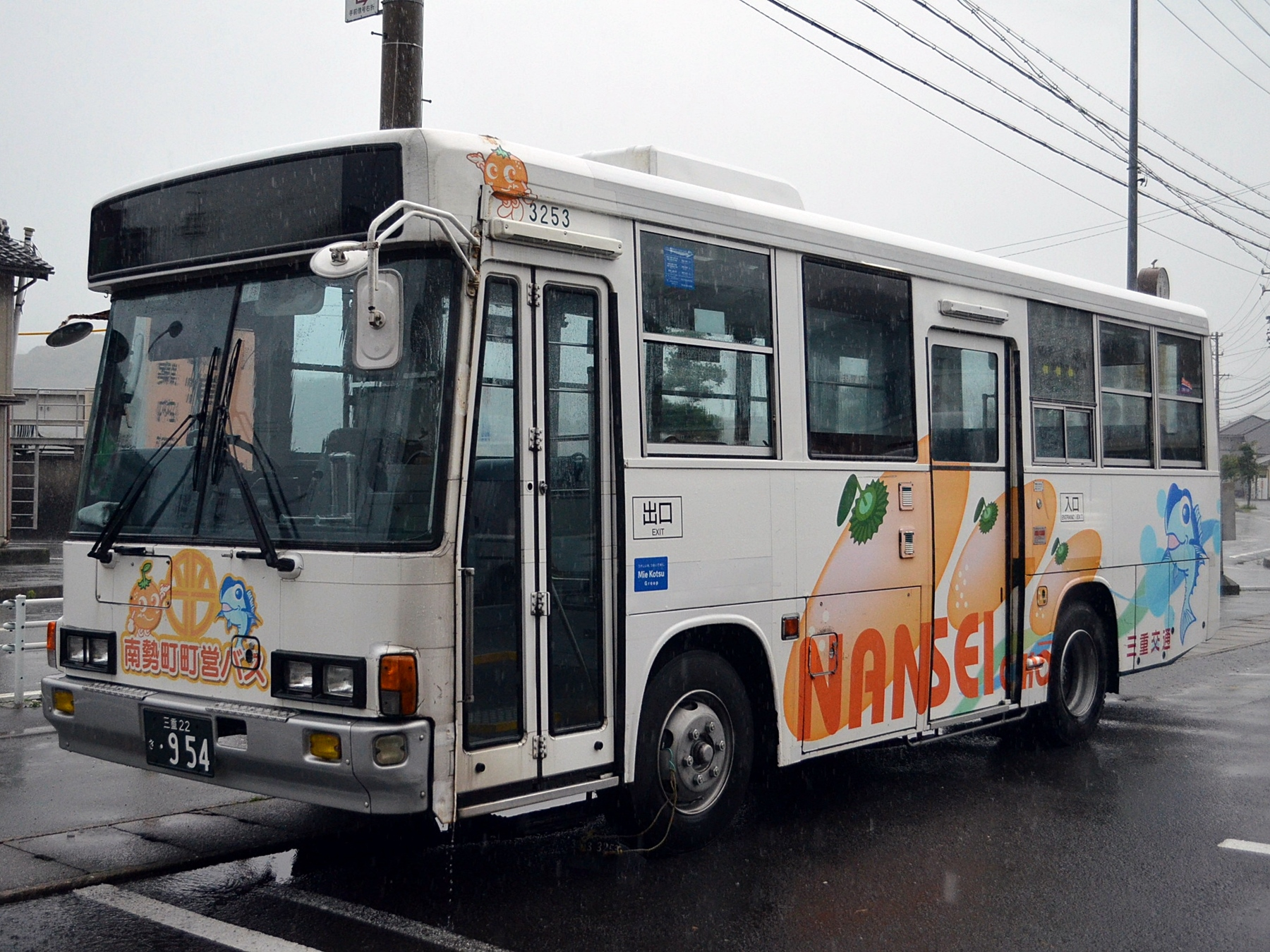
旧南勢町ラッピング車
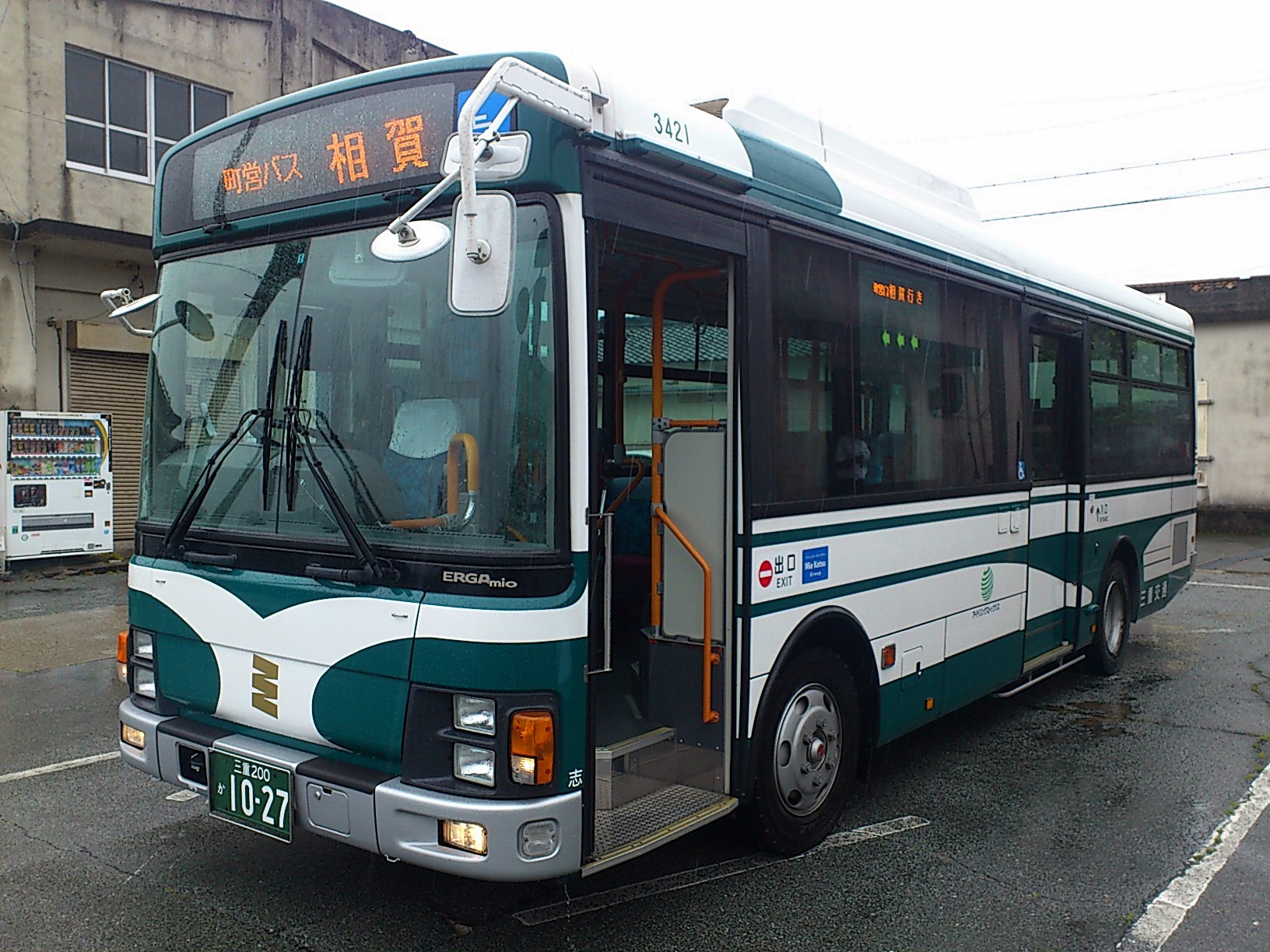
南伊勢町営バス（南勢地区）
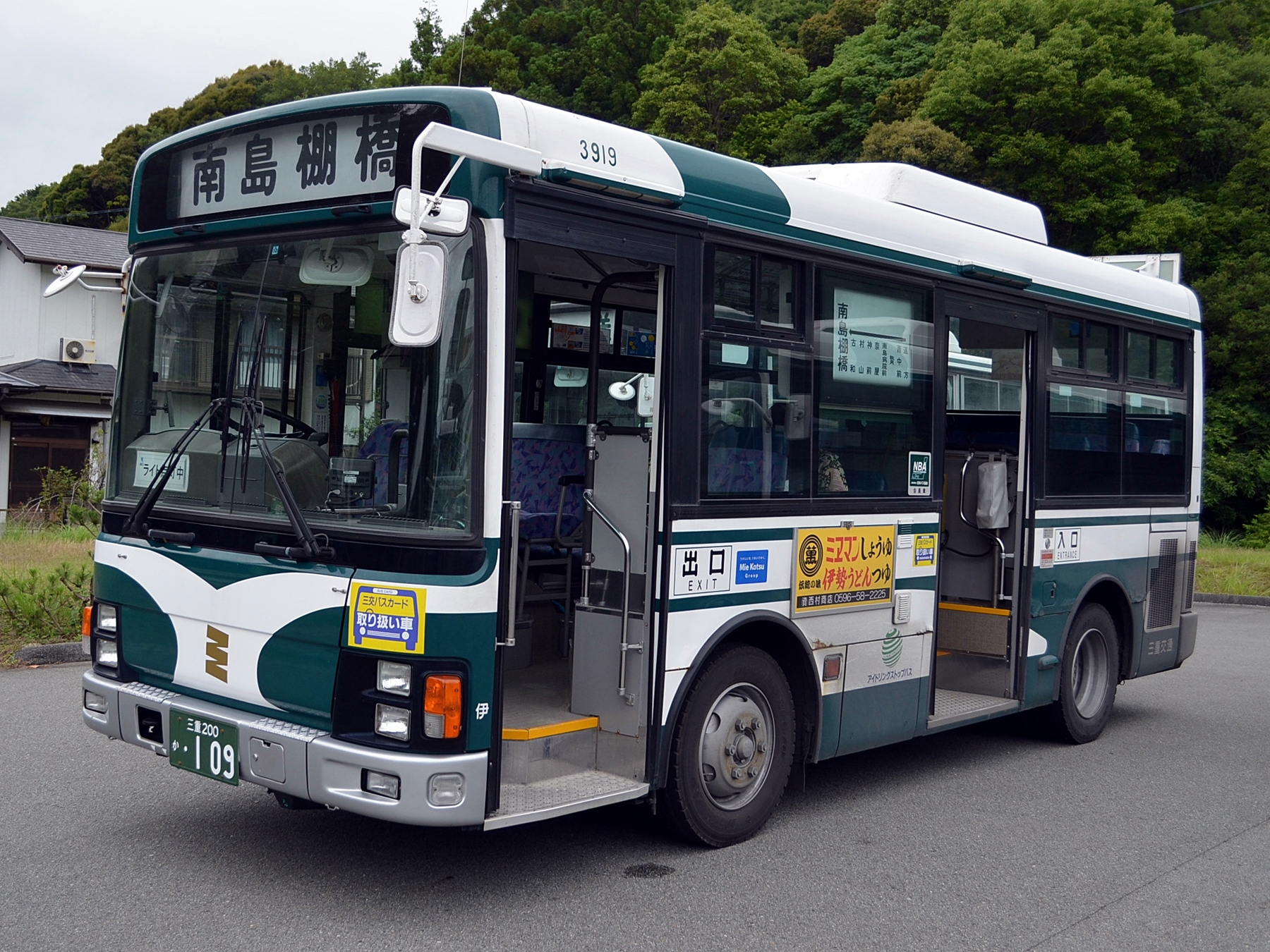
南伊勢町営バス（南島地区）
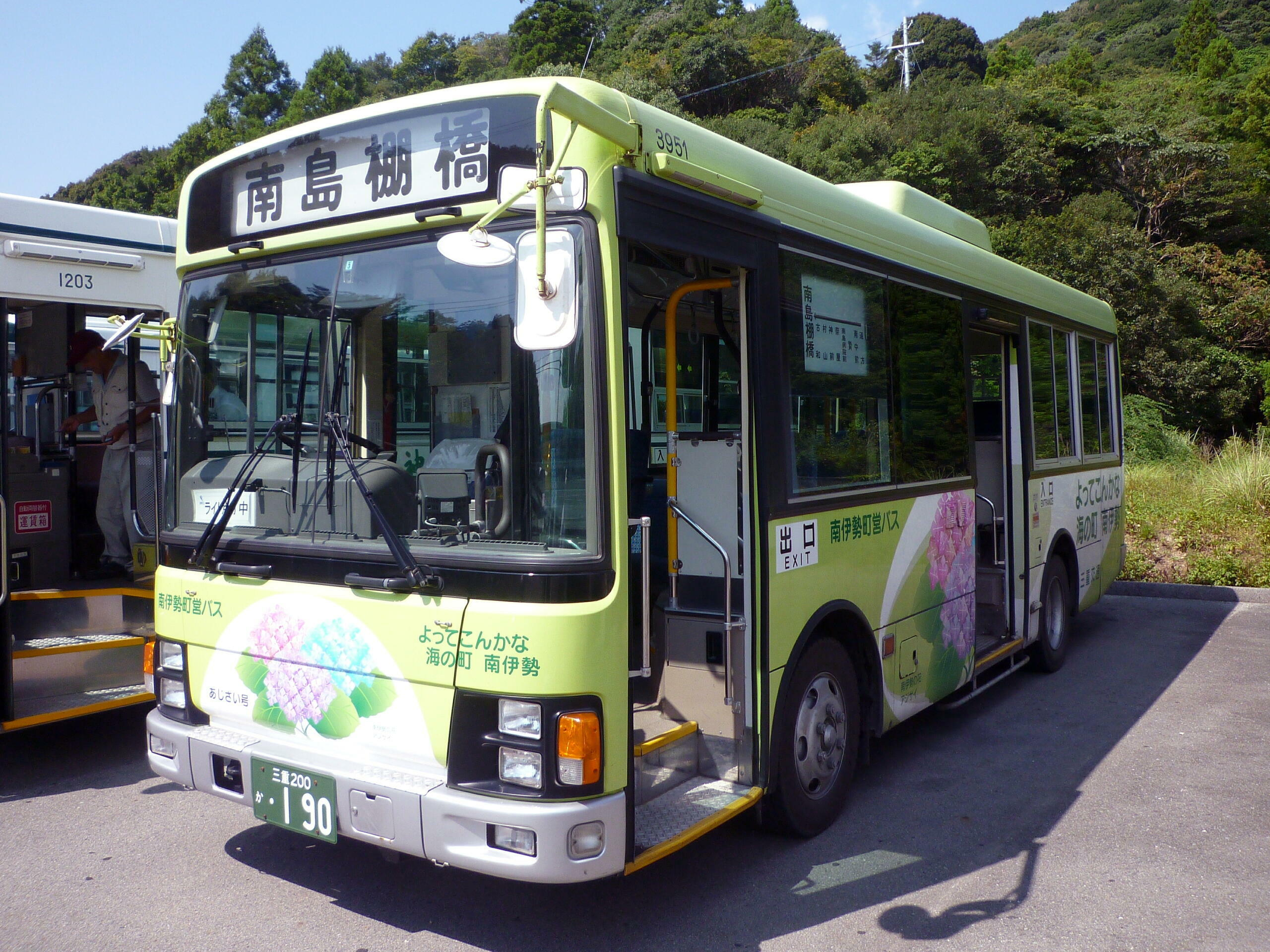
あじさい号。島原鉄道へ移籍
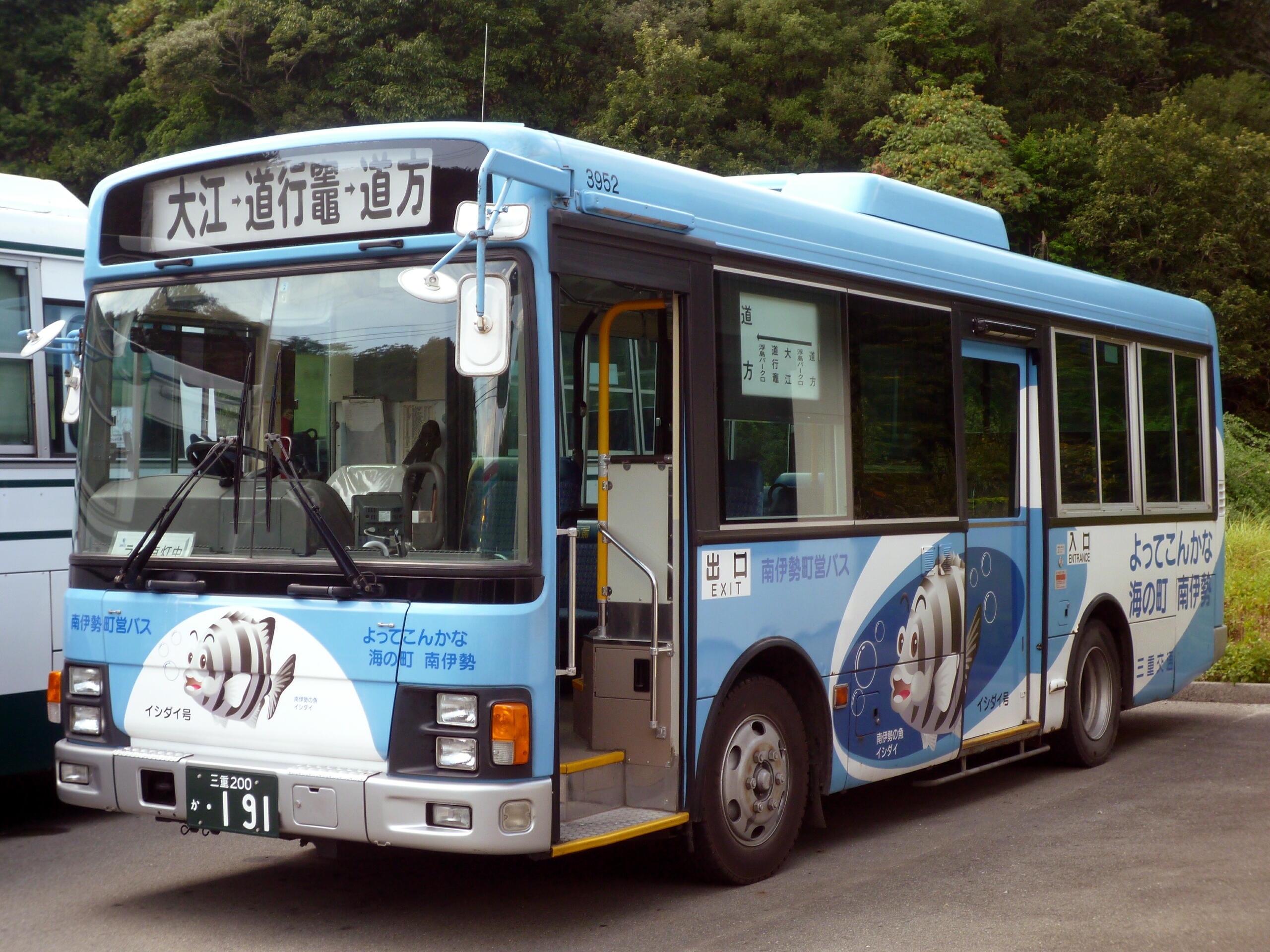
イシダイ号。島原鉄道へ移籍